# Triarylfosfaatester

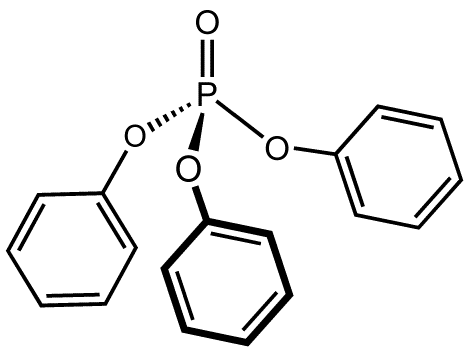
Trifenylfosfaat

Tri-ortho-cresylfosfaat

Triarylfosfaatesters zijn fosforzure esters waarin fosfor met drie arylgroepen (fenyl, tolyl, xylyl, ...) veresterd is. De arylgroepen kunnen dezelfde zijn of verschillen.

## Synthese
Ze worden geproduceerd door een fenolenhoudende voeding te behandelen met fosforoxychloride. Hierbij gebruikt men een lewiszuur zoals aluminiumchloride als katalysator.
De voeding is gewoonlijk een mengsel van fenolen. Ze kan afkomstig zijn uit de destillatie van steenkoolteer. Het kan ook een synthetische voeding zijn, bestaande uit geheel of gedeeltelijk gealkyleerde fenolen.

## Toepassingen
De voornaamste toepassingen van triarylfosfaten zijn:
- vlamvertrager;
- weekmaker in pvc en andere polymeren;
- in moeilijk brandbare "functionele vloeistoffen": smeermiddelen of hydraulische vloeistoffen;
- additief aan benzine.

## Voorbeelden
- trifenylfosfaat
- trixylylfosfaat
- tricresylfosfaat (ook wel: tritolylfosfaat)